# 冷し中華 EP
『冷し中華 EP』（ひやしちゅうか イーピー）は、2022年7月22日に発売された、サニーデイ・サービス通算3作目のミニ・アルバム。

## 解説
ミニ・アルバムとしては2000年リリースのライブ・アルバム『FUTURE KISS』以来、スタジオ・アルバムとしては1994年リリースの『COSMIC HIPPIE』以来となる。本作に収録されるのは4曲。
タイトル曲の「冷やし中華」は、曽我部恵一が長男とともに瀬戸内海に沈む夕陽を見たことから作られたという曲。「じゃすみん」は、曽我部がお気に入りのバンド“茶封筒”のらすてぃー(Vo./G.)と歌詞を共作した楽曲。「その気になれば」は、本作リリースの前年（2021年）死去した中川イサトの楽曲のカバー。そして「夏のにおい」は、一瞬の夏の奇跡を、わずか一分間に封じ込めた疾走するファストサマーチューン。
ジャケットにはヒューマンビートボクサー・AFRAによる町中華の風景画が使用されている。 7月22日に曽我部デザインの手ぬぐいとセットになった限定生産CDが発売されたほか、アナログ盤もリリースされた。

## 収録曲
1. 冷し中華
  - 作詞 · 作曲：曽我部恵一
  - 曽我部恵一 Vocal, Guitar, Synth     田中貴 Bass, Chorus
  - 大工原幹雄 Drums, Chorus     山口ゆきのり Hammond Organ
2. じゃすみん
  - 作詞：らすてぃー、曽我部恵一     作曲：曽我部恵一
  - 田中貴 Bass     大工原幹雄 Drums     曽我部恵一 Vocal, Guitar
  - らすてぃー from 茶封筒
3. その気になれば
  - 作詞：KINTA     作曲：中川イサト
  - 歌、ギター 曽我部恵一     ベース 田中貴     ドラム 大工原幹雄
4. 夏のにおい
  - 作詞 · 作曲：曽我部恵一
  - 大工原幹雄 Drums     曽我部恵一 Vocal, Guitar     田中貴 Bass, Chorus
5. 冷し中華 〜Chill Inst.〜 Bonus Track

All Songs Arranged by Sunny Day Service

## クレジット
| Sunny Day Service                                                   |
| 曽我部恵一 田中貴 大工原幹雄                                        |
|                                                                     |
| 「冷し中華」「じゃすみん」「その気になれば」                        |
| Recorded by 拓殖裕生 at TUPPENCE STUDIO（西荻窪）                   |
|                                                                     |
| 「夏のにおい」                                                      |
| Recorded by 馬場友美 at ANDY'S STUDIO（下北沢）                     |
|                                                                     |
| Mixed by 曽我部恵一 at Mystic Sound Of Oasis（下北沢）              |
| Mastered by 笹倉慎介 at Studio 土の上を歩く（西荻窪）               |
|                                                                     |
| Directed by 渡邊文武                                                |
| A&R 岩崎朗太                                                        |
| Production Manager 水上由季                                         |
|                                                                     |
| Design 曽我部恵一                                                   |
| Artist Photo 水上由季 (2022.5.28 愛知県蒲郡市〈森、道、市場 2022〉) |
| Art Work Shooting 石垣星児                                          |
| Dots by YUKI                                                        |
| Illustration AFRA                                                   |

## リリース日一覧
| 地域 | リリース日    | レーベル     | 規格                 | カタログ番号 | 備考 |
| ---- | ------------- | ------------ | -------------------- | ------------ | --- |
| 日本 | 2022年7月15日 | ROSE RECORDS | デジタルダウンロード | -            | 全4曲、通常音質 (AAC 128/320kbps)                                                                                              |
| 日本 | 2022年7月22日 | ROSE RECORDS | CD                   | ROSE 295     | 曽我部デザインの手ぬぐいとセットになった限定生産CD。配信の4曲に加え、ボーナス・トラックとして「冷し中華 -Chill Inst-」も収録。 |
| 日本 | 2022年8月31日 | ROSE RECORDS | 12inch EP            | ROSE 295X    | 完全限定生産、配信同様全4曲。                                                                                                  |